# Bertoldo di Reisensburg
Bertoldo di Reisensburg, chiamato anche Perchtold (930 circa – 999 circa), fu un nobile della Baviera.

## Biografia
Bertoldo è  l'unico figlio noto del conte palatino bavarese Arnolfo II, morto nel luglio 954 davanti a Ratisbona nella lotta contro le truppe assedianti del re Ottone I. La madre di Bertoldo, il cui nome non è stato tramandato, proveniva probabilmente dalla Svevia. Egli apparteneva dunque alla nobile stirpe dei Luitpoldingi
Bertoldo partecipò alla rivolta del padre e del duca di Svevia Liudolfo contro il padre Ottone I nel 953/54 e, dopo la sua soppressione nel 955, fu bandito dal re nelle proprietà allodiali della madre, Reisensburg. Da lì, secondo la Vita Sancti Oudalrici, avrebbe avvertito i magiari che assediavano Augusta dell'avvicinarsi dell'esercito regio, che poi vinse nella battaglia di Lechfeld del 10 agosto 955.
Dopo la morte di Ottone I, Bertoldo sostenne la lite del cugino Enrico II il Litigioso nella sua cospirazione contro Ottone II.